# Messerschmitt Me 509
De Messerschmitt Me 509 is een jachtvliegtuig ontworpen door de Duitse vliegtuigontwerper Messerschmitt.

## Ontwikkeling
De Messerschmitt Me 509, vaak afgekort tot Me 509, was een nog in ontwikkeling zijnde Duits jachtvliegtuig uit de Tweede Wereldoorlog en had zijn wortels in de Messerschmitt Me 309. Het toestel had een nieuw ontwikkelde romp. De cockpit was als drukcabine uitgevoerd en was verder naar voren geplaatst. Achter de cockpit was de Daimler-Benz DB 605B motor in de romp geplaatst. Deze dreef een driebladige Me P 6 propeller met omkeerbare spoed aan via een lange as. De as liep onder de cockpit door. Het neuswiel, landingsgestel en de staartsectie werden ook van de Me 309 overgenomen. Over de bewapening had men nog geen beslissing genomen maar deze zou waarschijnlijk hebben bestaan uit twee 13 mm MG 131 machinegeweren en twee 20 mm MG151/20 kanonnen. Er waren voldoende redenen om de ontwikkeling van de Me 509 voort te zetten. Het uitzicht uit de cockpit was veel beter dan bij de Me 309. De Me 309 had ook veel problemen met het neuswiel. Dit begaf het regelmatig en door het verplaatsten bij de Me 509 van de motor van de rompneus naar het midden van de romp werd dit probleem ook opgelost. Tevens werd door het verplaatsen van de motor een groot deel van het gewicht boven het landingsgestel geplaatst. Merkwaardig genoeg werd de ontwikkeling en bouw van de Me 509 ook stopgezet toen het Me 309 project in het midden van 1943 werd geannuleerd.

## Naar het buitenland
Het vermoeden bestaat dat er tegen het einde van de Tweede Wereldoorlog data van Duitse projecten werden doorgegeven aan Japan. Hieronder vielen waarschijnlijk ook de ontwerpen / gegevens voor de Me 309 / Me 509. In april 1945 werd in Japan namelijk een vergelijkbaar project, de Yokosuka R2Y Keiun, voltooid. Er is geen duidelijk bewijs, maar het is mogelijk dat er ook data waren doorgegeven aan de Japanse luchtmacht van een aantal andere Duitse ontwerpen zoals de Bf 109, de Me 163, de Me 410 en de Heinkel He 100.
Vooroorlogse ontwerpen:
S 7 ·
S 8 ·
S 9 ·
S 10 ·
S 13 ·
S 14 ·
S 15 ·
S 16 ·
M 17 ·
M 18 ·
M 19 ·
M 20 ·
M 21 ·
M 22 ·
M 23 ·
M 24 ·
M 25 ·
M 26 ·
M 27 ·
M 28 ·
M 29 ·
M 30 ·
M 31 ·
M 33 ·
M 35 ·
M 36 · 
M 37
Ontwerpen 1933-1945:
Bf 108 · 
Bf 109 ·
Bf 109TL ·
Bf 109Z ·
Bf 110 ·
Bf 161 ·
Bf 162 ·
Me 163 · 
Me 209 ·
Me 210 ·
Me 261 ·
Me 262 · 
Me 263 ·
Me 264 · 
Me 265 · 
Me 290 · 
Me 309 ·
Me 309Z ·
Me 321 · 
Me 323 · 
Me 328 · 
Me 334 ·
Me 410 · 
Me 509 · 
Projecten tot 1945:
P.1051 ·
P.1062 ·
P.1065 ·
P.1070 ·
P.1073 ·
P.1092 ·
P.1095 ·
P.1099 ·
P.1100 ·
P.1101 ·
P.1102 ·
P.1103 ·
P.1104 ·
P.1106 ·
P.1107 ·
P.1108 ·
P.1109 ·
P.1110 ·
P.1111 ·
P.1112
Libelle ·
Schwalbe ·
Wespe ·
P.08.01 ·
Zerstörer Project II
Overig:
C-44